# Tecajete (Puebla)
El Tecajete es un cerro de origen volcánico ubicado en San Miguel Papaxtla, en el estado mexicano de Puebla.

## Toponimia
Del náhuatl tecaxic; tetl, piedra, caxitl, vasija honda, y la final c, de lugar, y significa en el vaso o cajete de piedra.

## Geografía
El Tecajete se ubica al norte del municipio de San Jerónimo Tecuanipan, muy cerca de los límites municipales con Calpan y San Pedro Cholula. El poblado de San Miguel Papaxtla bordea el cerro por el sureste.
Geográficamente, el Tecajete está en el centro-oeste del valle de Puebla-Tlaxcala, una meseta perteneciente al Eje Neovolcánico de México. Con sus 2460 m s. n. m., el Tecajete cuenta con una altitud más bien modesta, en especial si se compara con las altas montañas que rodean el valle, entre las que se encuentran varias de las más altas del país. Sin embargo, su localización en la parte más llana del valle ayuda a que pueda divisarse desde varios puntos del mismo.
Como el resto del valle, el Tecajete goza de un clima templado por altitud. La temperatura media anual es de 15 °C, mientras que la precipitación, la mayor parte de la cual se registra en la estación lluviosa (mayo a octubre), oscila entre los 800 y 1000 mm.

## Características
El Tecajete es un clásico cono de escoria, que es un tipo de volcán cónico empinado con un amplio cráter en forma de tazón y consistente de fragmentos piroclásticos sueltos. En este sentido se diferencia de los demás cerros de la zona: el Zapotecas, que es más bien un volcán en escudo; y el Teotón, así como las demás elevaciones ubicadas en el malpaís de Nealtican, que provienen de un derrame detrítico de un volcán anterior del macizo de la actual Iztaccíhuatl.
Geológicamente, el Tecajete está compuesto por leptosoles, que son suelos delgados, fuertemente erosionados, de nulo uso agrícola pero atractivos como material de construcción. Aunque ha sido extensamente explotado en este sentido, el Tecajete alberga aún la única área boscosa del municipio, que es hogar de la flora —especialmente, el ocote chino (Pinus leiophylla), la tronadora (Tecoma stans), el chapulixtle (Dodonaea viscosa), el cazahuate (Ipomoea murucoides) y el madroño (Arbutus xalapensis)— y fauna local (diversos roedores y serpientes, entre otros).

## Actividad humana

### Minería
Alrededor de los años cuarenta o cincuenta del siglo XX, el Tecajete fue adquirido por particulares del pueblo de Papaxtla, que al poco tiempo empezaron a explotarlo por su tezontle. En la actualidad existen tres minas: respectivamente en las laderas noroeste, norte y este. Como la junta auxiliar de Papaxtla, a la que pertenece el Tecajete, se rige en gran medida por el sistema de usos y costumbres, el gobierno local tiene escaso control sobre la actividad minera, cuyas pobres medidas de seguridad ya han cobrado una vida humana, además de causar lo que se ha llamado "un daño ambiental irreversible". La acción de estas canteras le confieren al cerro una apariencia fracturada, en especial desde el costado oriental que da a la ciudad de Puebla.

### Recreación
A pesar de encontrarse en propiedad privada, la gente del pueblo usa el Tecajete como espacio para el esparcimiento y para el pastoreo. Un breve pero empinado sendero permite el ascenso al antiguo cráter y a los dos picos, de los cuales el meridional es el mayor. Ahí también se localiza un pequeño altar dedicado al Sagrado Corazón de Jesús, colocado en memoria de una familia poblana que desapareció al escalar el cerro.